# Saulgé
Saulgé település Franciaországban, Vienne megyében. Lakosainak száma 1005 fő (2022. január 1.). Saulgé Lathus-Saint-Rémy, Montmorillon, Moulismes, Persac, Plaisance és Sillars községekkel határos.

## Népesség
A település népessége az elmúlt években az alábbi módon változott:
| Lakosok száma | 1004 | 1019 | 1035 | 1013 | 1010 | 1005 | 1001 | 996  | 1005 |
|               | 2013 | 2015 | 2016 | 2017 | 2018 | 2019 | 2020 | 2021 | 2022 |